# Сельское поселение село Гарманда
Се́льское поселе́ние «село Гарманда́» — упразднённое муниципальное образование в Северо-Эвенском районе Магаданской области Российской Федерации.
Административный центр — село Гарманда.

## История
Статус и границы сельского поселения установлены Законом Магаданской области от 28 декабря 2004 года № 511-ОЗ «О границах и статусе муниципальных образований в Магаданской области».
Законом Магаданской области от 8 апреля 2015 года № 1884-ОЗ, 1 мая 2015 года городское поселение «посёлок Эвенск», сельские поселения «село Верхний Парень», «село Гарманда», «село Гижига» и «село Чайбуха» преобразованы, путём объединения, в муниципальное образование «Северо-Эвенский городской округ» с административным центром в посёлке Эвенск.

## Население
| 2010 | 2012 | 2013 | 2014 | 2015 |
| ---- | ---- | ---- | ---- | ---- |
| 172  | ↘169 | ↘165 | ↘160 | ↘153 |

## Состав сельского поселения
| № | Населённый пункт | Тип населённого пункта       | Население |
| - | ---------------- | ---------------------------- | --------- |
| 1 | Гарманда         | село, административный центр | ↘56       |